# 和牌
胡牌（臺灣）、食糊（粤港澳）或牌（中国和日本）是一個麻将的術語。

## 解釋
打麻将每一把最終目的，就是和牌。基本上打麻将，只要湊成最終指定的牌型（對十三張麻雀來說，通常是「四面子與一對」；對十六張麻雀來說，通常是「五面子與一對」），就可以和牌，但亦有例外情況，例如：八仙過海、七搶一、七對子、十三么（國士無雙）、十三不搭或十三不靠等牌型，都不是以「四面子與一對」或「五面子與一對」和牌。和牌的玩家會在該局中獲得勝利。
和牌之後要開牌让别人知你和牌了，但如果開出的牌不是一副和牌，就叫「詐和」，诈和者直接輸。
如打13張牌的話，和牌14張。而16張牌的話和牌17張。以13張牌爲例，和牌的組合基本是四組面子（包括順子、刻子或槓子）再加一對。而16張牌基本一樣，是五組面子再加一對。不過如無法達到以上要求而玩家報稱和牌，稱爲「詐糊」。

## 基本胡牌方式

### 自摸
輪到自家摸牌時，摸回來的牌子剛好能胡牌，就叫「自摸」。

### 出銃
出铳，又稱「出衝」，台灣和大陸也叫「放銃」、「放衝」、「放槍」或者「放炮」，日本就叫「榮和（和讀作）」，即別人打出棄牌，而你拿去那張牌子就可以胡牌，那麼打出棄牌的人就是出銃。

### 槓上開花
又稱「槓上花」，日本叫「嶺上開花」，加槓後一般要補一張牌，而補回來的牌子剛好能胡牌，就叫「槓上開花」。

### 搶槓
當別人加槓時，加槓的牌剛好可以讓自家胡牌，就可以把這張牌子搶回來，給自己胡牌。

### 截胡、炮炮響
如果有人出銃，剛好其他兩家或三家都能胡牌，這個情況，若只有出銃者的下家才有胡牌優先權，就叫「截胡」，亦稱「攔胡」。
相對的另一種情況，就是所有能胡牌的玩家都同時胡牌，這是「炮炮響」。炮炮響有分「一炮雙響」（兩家同時胡牌）或「一炮三響」（三家同時胡牌）。在這情況下，出銃者要全包，同時賠給兩家或三家。若是多於四名玩家一起玩耍的特殊麻雀，甚至可能有「一炮四響」或「一炮更多響」的情況。

### 天胡
一開局，排好牌張後，什麼牌都沒有摸打，已經能胡牌，就是「天胡」。

### 地胡
莊家打出第一隻棄牌後，其他任何一家以該棄牌胡牌，這就叫做「地胡」。

## 各種麻雀胡牌特例

### 台灣
除基本牌型胡牌(和牌)，另有八仙過海、七搶一。

### 日本
日本麻將除了基本牌型:湊齊四面子和一雀頭(對子)之外，還必須達成以下條件才能和牌。
- 有番才能胡牌，即不能屁胡。
- 振聽不能榮胡。

非基本牌型和牌者有國士無雙、七對子。

## 溯源
「和」字可追溯至「默和牌」及「碰和牌」，但由於天九也有所謂「遊和」及「碰和」的玩法，而天九牌張又可追溯至宋代的「宣和牌」，因此「和牌」這個術語，也許從清代以前已經沿用。
「和牌」於清代又稱為「湖牌」。李汝珍《鏡花緣》（1818）第七十四回裏面打花湖（一種天九牌戲）與十湖（一種類似麻雀的紙牌戲）的情節，就有「湖」了某些牌以及出現「詐湖」的情節。
「虎、和、湖」三個近音字，從清初開始，已一直在中國牌戲或牌具的名稱中獨立或交替使用，例如看虎、鬭虎、打四虎、六虎、花湖、十湖、遊湖、十五湖、花和、默和、碰和、遊和等等。「和牌」之所以稱為「湖牌」，也許也是音變的緣故，或避免令「和牌」（勝出）與「和局」（流局）混淆。今人說「胡牌」、「食糊」或「詐糊/胡」，可能是「湖」這個術語的本字失傳的結果。

## 演算法
2017年時威廉與瑪麗學院的李志光教授提供了一套有效率的演算法判斷是否胡牌。